# 杜马图本机场
杜马图本机场（印尼语：Bandar Udara Dumatubun）是位于印度尼西亚马鲁古省东南马鲁古县卡伊群岛朗古尔的机场。机场于2014年12月19日关闭，所有航线转移到新建的卡雷尔·萨德斯维图本机场。杜马图本机场现仅由印尼空军使用。

## 资料来源
1. ↑  世界航空数据库中的WAPL机场数据，数据截止日期：2006年10月。